# Kulsenu avots
Kulsenu avots este o arie protejată (arie specială de conservare — SAC, sit de importanță comunitară — SCI, arie de protecție specială avifaunistică — SPA) din Letonia întinsă pe o suprafață de 8,86 ha, integral pe uscat.

## Localizare
Centrul sitului Kulsenu avots este situat la coordonatele 56°25′57″N 24°29′16″E / 56.4324°N 24.4877°E.

## Înființare
Situl Kulsenu avots a fost declarat arie de protecție specială avifaunistică în decembrie 2002 pentru a proteja un număr necunoscut de specii din flora spontană și fauna sălbatică aflate în arealul zonei. Alte tipuri de protecție:
- sit de importanță comunitară (în mai 2004)
- arie specială de conservare (în mai 2004)[1][3][4]

## Biodiversitate
Situată în ecoregiunea boreală, aria protejată conține 1 habitat natural: Izvoare fino-scandinave și mlaștini produse de izvoare bogate în minerale.
La baza desemnării sitului se află un număr nedeclarat de specii protejate.